# ダイヤモンドアンビルセル

ダイヤモンドアンビルセルの図。 ダイヤモンドアンビルのculet (底の平らな部分)の間にサンプルを設置し圧力を加える

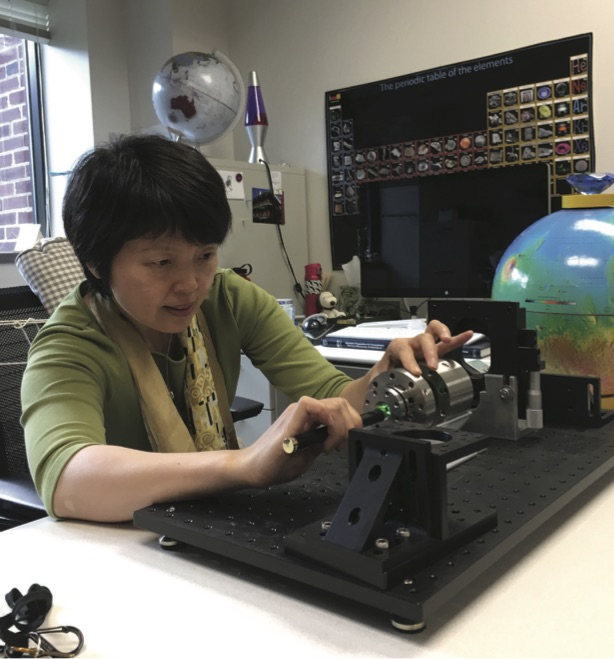
地球深部と同等の圧力をかけてサンプルを確認する研究者

ダイヤモンドアンビルセル（英語：Diamond anvil cell、略称：DAC）とは、科学実験で高圧力を印加する装置である。770 GPa (7,700,000 bar / 770万気圧)まで圧力をかけられるが、大抵の場合は100 GPaから200 GPa程度の圧を試験片に印加する。
用途としては、地球を含む惑星内部の圧力環境の再現、物質の合成・相変化に使用される。例としては、第10相の氷。通常気圧では気体の金属水素、金属キセノンなど。
底面が平らになるよう研磨されたダイヤモンドが、底面を向い合せにした状態で設置されている。圧力をかける場合は、この底面に圧力がかかる。試料にかかる圧力は、試料と共に既に圧力がかかった時の挙動が判明しているルビーや銅、プラチナなどの結晶構造が単純なさまざまな金属を基準物質とすることで計測する。
水素、ヘリウム、パラフィン油などの圧力伝達物質によって圧力が均等にかかる静圧の状態に置き換えることも可能である。圧力伝達媒体は、ガスケットと2つのダイヤモンドアンビルに囲まれ保持される。
試料はダイヤモンド越しにX線や可視光を当てることで状態を確認することができる。この事からレーザーによる加熱や冷却、蛍光分光など各種光学観測や磁場やマイクロ波を使った観測などが可能である。

## 原理
{\displaystyle p={\frac {F}{A}}}
pは圧力、Fは作用力、Aは面積である。ダイヤモンドアンビルの典型的なキュレットサイズ（ダイヤモンドカットで狭まった面）は100-250ミクロン (µm)であり、広い面積に大きな力を加えるのではなく、小さな面積のサンプルに集中的に非常に高い圧力をかけるようになっている。ダイヤモンドは、非常に硬く、実質的に非圧縮性の材料であるため、力を加えるアンビルの変形や破損を最小限に抑えられる。

## 歴史

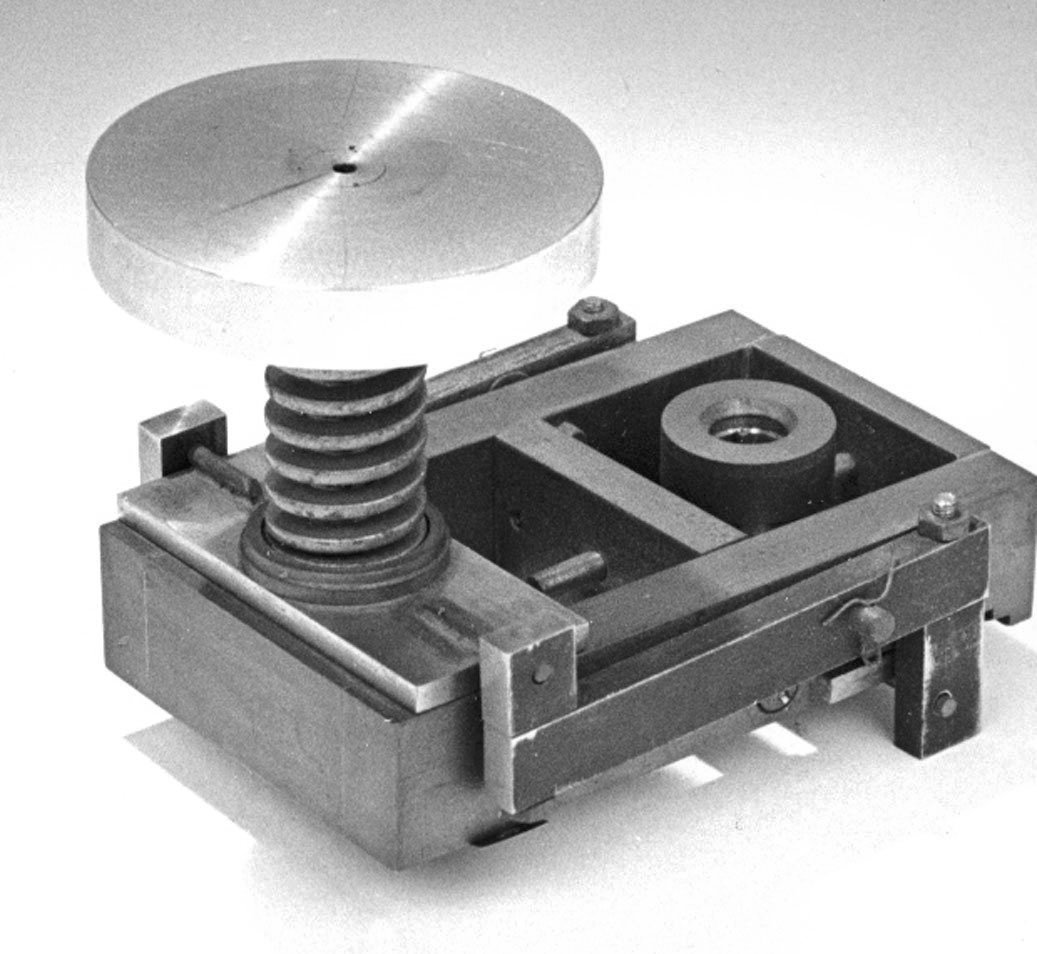
ゲイザースバーグNIST博物館にある最初のダイヤモンドアンビルセルの圧力をかける部分の一部

パーシー・ブリッジマンは「高圧物理学の礎を築いた功績」からノーベル賞を獲得した偉大なパイオニアである。20世紀前期に、彼によって大きな力を小さな領域にかけるタングステンカーバイド製のアンビルセルが発明されたことから高圧物理学は大きな発展を遂げた。当初の装置では、いろいろ制限があったことから工夫がなされ現在のダイヤモンドアンビルセルに発展していった。
1974年に、レーザー加熱を使用する方法が報告された。